# Panther (film)
Pour les articles homonymes, voir Panther.
Pour plus de détails, voir Fiche technique et Distribution.
Panther ou Les Black Panthers au Québec est un film américain réalisé par Mario Van Peebles et sorti en 1995. Il s'agit d'une adaptation du roman du même nom de son père, Melvin Van Peebles, qui signe lui-même le scénario. Le film retrace l'histoire du mouvement afro-américain Black Panthers entre 1966 et 1968.

## Synopsis
Dans les années 1960, Judge — vétéran du Viêt Nam — retourne dans sa ville natale d'Oakland. Il retrouve une ville en proie à la violence et à la discrimination et la violence policière envers les Afro-Américains. L'ami du juge, Cy, lui parle d'un groupe de « justiciers » qui s'organise contre la police, le Black Panther Party. Il lui présente ses dirigeants, Bobby Seale et Huey P. Newton. Judge rejoint le mouvement mais est bientôt assailli par la pression policière pour dénoncer Huey.

## Fiche technique
- Titre québécois : Les Black Panthers
- Réalisation : Mario Van Peebles
- Scénario : Melvin Van Peebles, d'après son roman Panther
- Musique : Stanley Clarke
- Photographie : Edward J. Pei
- Décors : Richard Hoover
- Montage : Kevin Lindstrom et Earl Watson
- Production : Robert De Niro (non crédité), Preston L. Holmes, Mario Van Peebles et Melvin Van Peebles

Producteur délégué : Eric Fellner
- Sociétés de production : PolyGram Filmed Entertainment, Working Title Films, Tribeca Productions et MVP Films
- Durée : 124 minutes
- Genre : comédie dramatique, historique
- Date de sortie :   
  - États-Unis : 3 mai 1995

## Distribution
- Kadeem Hardison (VF : Jacques Martial) : Judge
- Bokeem Woodbine : Tyrone
- Joe Don Baker : Brimmer
- Courtney B. Vance (VF : Med Hondo) : Bobby Seale
- Tyrin Turner : Cy
- Marcus Chong (VF : Thierry Wermuth) : Huey P. Newton
- Anthony Griffith (VF : Thierry Desroses) : Eldridge Cleaver
- Bobby Brown : Rose
- Angela Bassett : Dr Betty Shabazz
- Nefertiti : Alma
- James Russo : Rodgers
- Jenifer Lewis : Rita
- Chris Rock : Yuck Mouth
- Roger Guenveur Smith : Pruitt
- Michael Wincott (VF : Michel Vigné) : Tynan
- Richard Dysart : J. Edgar Hoover
- M. Emmet Walsh : Dorsett
- Wesley Jonathan : Bobby Hutton
- James LeGros : Bob Avakian
- Kool Moe Dee : Jamal
- Mark Curry : Lombard
- Yolanda 'Yo-Yo' Whittaker : la junkie enceinte
- Dick Gregory : le révérend Slocum
- Melvin Van Peebles : Old Jail Bird

## Production
Le tournage a lieu de mai à juin 1994. Il se dérouke en Californie (Los Angeles, Oakland, San Francisco, Berkeley).

## Bande originale
La musique du film est composée par Stanley Clarke. Comme pour les précédents films du réalisateur, une bande originale de chansons rap-R'n'B accompagne le film. Il contient notamment le titre Freedom (Theme from Panther) (en) qui contient les voix de très nombreuses artistes et groupes et chanteuses afro-américaines.
1. Freedom (Theme from Panther) - 4:47
Interprètes : Aaliyah, Felicia Adams, May May Ali, Amel Larrieux, Az-Iz, Blackgirl, Mary J. Blige, Tanya Blount, Brownstone, Casserine, Changing Faces, Coko, Tyler Collins, N'Dea Davenport, E.V.E., Emage, En Vogue, Eshe & Laurneá (d'Arrested Development), Female, For Real, Penny Ford, Lalah Hathaway, Jade, Jamecia, Jazzyfatnastees, Queen Latifah, Billy Lawrence, Joi, Brigette McWilliams, Milira, Miss Jones, Cindy Mizelle, Monica, Me’Shell NdegéOcello, Natasha, Pebbles, Pure Soul, Raja-Nee, Brenda Russell, SWV, Chantay Savage, Sonja Marie, Tracie Spencer, Sweet Sable, TLC, Terri & Monica, Vybe, Crystal Waters, Caron Wheeler, Karyn White, Vanessa Williams, Xscape, Y?N-Vee, Zhané
2. Express Yourself - 3:48 (Joe)
3. We'll Meet Again - 4:43 (Blackstreet)
4. Black People - 4:11 (George Clinton, Belita Woods & Funkadelic)
5. Let's Straighten It Out - 4:05 (Usher & Monica)
6. The Points - 4:54 (Big Mike, Biggie Smalls, Bone Thugs-N-Harmony, Buckshot, Busta Rhymes, Coolio, Digable Planets, Heltah Skeltah, Ill Al Skratch, Jamal, Menace Clan & Redman)
7. Slick Partner - 2:46 (Bobby Brown)
8. Stand (You Got To) - 4:35 (Aaron Hall)
9. The World Is a Ghetto" - 4:32 (Da Lench Mob)
10. If I Were Your Woman (Shanice & Female)
11. We Shall Not Be Moved - 4:49 (Sounds of Blackness & Black Sheep)
12. A Natural Woman (You Make Me Feel Like) - 3:48 (Female)
13. Freedom (Dirty Dozen remix) - 4:49 (MC Lyte, Meshell Ndegeocello, Nefertiti, Patra, Queen Latifah, Salt-N-Pepa, Left Eye, Da 5 Footaz & Yo-Yo)
14. Head Nod - 3:33 (Hodge)
15. Stand! - 4:28 (Tony! Toni! Toné!)
16. Don't Give Me No Broccoli and Tell Me It's Green's - 6:17 (The Last Poets)
17. The Star-Spangled Banner - 3:12 (Brian McKnight, Boys Choir of Harlem & Slash)
18. The Ultimate Sacrifice - 3:15 (Stanley Clarke)

## Distinctions
- Léopard d'argent au Festival international du film de Locarno[2].
- Nomination au Political Film Society Awards 1996